# 普贤菩萨
普賢菩薩（羅馬化：Samantabhadra），又稱遍吉菩薩、三曼多跋陀羅，大行普賢菩薩，為汉传佛教和藏傳佛教普遍信仰的菩薩，被認為代表諸佛的理德、定德和行德，與文殊所代表的德行相對。在中國大乘佛教中與文殊、觀音、地藏合稱四大菩薩。唐密、滇密和日本密教觀點認為普賢菩薩是金剛薩埵的同體異名。

## 名稱
普賢菩薩梵名為「Samantabhadra」，音譯為「三曼多跋陀羅」，或是「viśvabhadra」，音譯為「邲輸跋陀」。嘉祥大師所著《法華論疏》解釋：「三曼多，此云普；跋陀羅，此云賢。」；或如鳩摩羅什所翻譯的《大智度論》中，將其翻譯為同義的「遍吉」。《華嚴大疏》則說明：「體性周徧曰普，隨緣成德曰賢」。其命號的由來，依據《悲華經》的紀載，是因為普賢菩薩前世為泯圖王子時發宏願，獲得寶藏如來為其取名為「普賢」，並授記將來成佛，佛號「智剛吼自在相王如來」。

## 起源與發展
在初期的佛教中，並無普賢菩薩，也不是吸納婆羅門教固有的神發展而來。印順法師認為普賢菩薩的和帝釋天持金剛杵、乘坐白象的共同點，反映佛教模擬梵天、帝釋脅侍釋迦牟尼佛，所塑造出文殊、普賢脅侍毘盧遮那佛（即釋迦牟尼佛），以象徵佛的兩種德行。同時智慧第一的文殊菩薩借鑒了智慧第一的舍利弗，與秘行第一的普賢普薩借鑒了神通第一的目犍連
普賢菩薩的興起反應大乘佛教初期由般若學向華嚴學發展的過程。例如東晉佛陀跋陀羅翻譯的《文殊師利發願經》藉由文殊菩薩發願說明普賢行；隨著華嚴思想的成熟與發展，此部經到唐代由不空改譯為《普賢菩薩行願讚》，且經文中不再出現代表般若學的文殊菩薩。反映普賢信仰的提升，也代表華嚴體系「普賢法門」的建立。
普賢菩薩形象的發展也依循著大乘後期密教化的趨勢。印順法師於佛教史地考論中說「普賢充分的金剛化，成為佛教中心，開創神秘的密教。」，密教中與普賢菩薩同體的金剛薩埵，或認為即金剛手秘密主，又稱金剛藏王菩薩率領無數天上夜叉、羅剎等，被認為隨時為諸佛侍衛，傳承如來的三密以及密教教法。《金剛頂瑜伽金剛薩埵儀軌》稱「金剛薩埵者是普賢菩薩。即一切如來長子。是一切如來菩提心。是一切如來祖師。」

## 造像
依《華嚴經．十地品》所述普賢菩薩本體所住處甚深，含藏於法界之中，無法看見。《大智度論》也記載：「遍吉菩薩不可量、不可說，住處不可知；若住，應在一切世界中住，是故不可說。」即普賢菩薩本體存在於一切之中。然而《佛說觀普賢菩薩行法經記載》普賢菩薩會以神通力顯現常人能看見的形象。
普賢菩薩常見的造像為騎乘白象，起源自唐初，依據《陀羅尼集經》等經典。白象常見的具有六根象牙的形象是依照《佛說觀普賢菩薩行法經》和《妙法蓮華經‧普賢菩薩勸發品》的描述所造，同時白象的七支跓地（四足、尾、鼻及莖共為七支）象徵「七覺分」。
台灣各種佛寺通常文殊持寶劍或如意，有時還有經書。普賢持蓮花、鈴或金剛杵，源自華嚴經體系的普賢菩薩造像最常見的持物為如意或經書，與文殊分別持拿二者之一；普賢也有可能持蓮花、甘露缽或是結說法印和合掌，甚至持寶塔，如大足石刻造像。
密教體系的普賢菩薩依《秘藏記》和《胎藏界曼荼羅大鈔》的記載，胎藏界中台八葉院的普賢菩薩，頭戴五佛冠，左手持盛托利劍的蓮花，文殊院中普賢菩薩則左手則持上有三鈷杵的蓮花。由於密教普賢菩薩為金剛薩埵之同體異名，所以《胎藏界曼荼羅大鈔》亦記載：「金剛薩埵名普賢時持鈴杵也」；或如《胎曼陀羅大鈔二》記載，普賢以左手金剛拳，右手持五鈷杵的金剛薩埵形象現於胎藏界金剛手院之中。
密教的普賢造像形象多元，敦煌東千佛洞第7窟中依照《八大菩薩曼荼羅經》所造的普賢菩薩，右手持劍，左手結予願印；《陀羅尼集經．文殊師利菩薩法印呪第三》描述修法所用的普賢造像右手執白拂。因普賢菩薩有延命的功德，密教體系還有普賢延命菩薩，流行於日本。普賢延命菩薩有二臂或二十臂的形象，所乘之象，有一身三頭、三身三頭，或四身四頭等類別。:5001除此之外，日本跟大理國，都流傳有金剛薩埵五秘密或稱秘密五普賢的造像。:1142

## 義理

### 普賢行願
普賢行是《華嚴經》貫穿全經的主軸，《普賢行願品》中，詳細說明普賢行的理論和實踐方法，普賢行具體為「普賢十大願王」，亦稱為「普賢願海」、「普賢行願」等同於藏傳佛教的七支供養。內容包含：
1. 禮敬諸佛：
2. 稱讚如來
3. 廣修供養
4. 懺悔業障
5. 隨喜功德
6. 請轉法輪
7. 請佛住世
8. 常隨佛學
9. 恆順眾生
10. 普皆迴向[16]

並詳細描述此十願如何執行。
普賢行是一切菩薩行的根本，所有菩薩都依照普賢菩薩的德行修行，於《佛說無量壽經》中言：「此賢劫中一切菩薩…皆遵普賢大士之德，具諸菩薩無量行願，安住一切功德之法」。澄觀於《大華嚴經略策》中稱：「此行願一品，為華嚴關鍵，修行樞機」。

### 淨土思想
《普賢行願品》被列為淨土五經之一，為淨土宗重要經典。此經為四十卷《華嚴經》的第四十卷。在四十卷《華嚴經》中善財童子詢問吉祥雲比丘如何行普賢行，吉祥雲比丘便傳授其念佛法門；最後一卷《普賢行願品》描述普賢菩薩十大願王導歸極樂，以往生阿彌陀佛極樂世界為依歸，「聞此願王，莫生疑念，應當諦受。受已能讀，讀已能誦，誦已能持，乃至書寫，廣為人說。是諸人等，於一念中，所有行願，皆得成就；所獲福聚，無量無邊！能於煩惱大苦海中，拔濟眾生，令其出離，皆得往生阿彌陀佛極樂世界。」，即受持、讀誦、書寫、宣說十大願王即可以投生極樂世界。
在敦煌疑偽經《普賢菩薩說證明經》中記載：「自欲命終之時，普賢菩薩迎其精神不墮八難，得生東方阿閦佛國。」

### 法華三昧
《法華經》中提及的「法華三昧」，最早於鳩摩羅什翻譯的《思惟略要法》中被具體化為觀照《法華經》諸法實相之理的「法華三昧觀法」，此觀想法是以二十一日正憶念《法華經》與觀想釋迦佛和多寶佛的方式修行的禪法。其後慧思禪師著《法華經安樂行義》建立「法華三昧」二種修行方法的理論；智顗則推廣依據《法華經》與《佛說觀普賢菩薩行法經》所撰寫的《法華三昧懺儀》，更加入《法華經》中無提及的「六根懺悔」。
依《法華三昧懺儀》所產生的「法華懺」，後來發展成天台宗重要之法儀。:3408天台宗將其列為四種三昧中的半行半坐三昧。:3396行此懺法，需要潔淨道場與身體、禮拜勸請諸佛、懺悔六根之罪、行道、誦法華經、行觀法，為期二十一天。:3408日本各地普遍設置以普賢菩薩為本尊，修法華懺的法華三昧堂。天台宗多將之與常行三昧堂並設，以迴廊連接，俗稱擔堂。:3397
依照《法華經》所述，受持、讀誦《法華經》可以獲得普賢菩薩乘象守護、教導，見普賢菩薩色身，得到三昧及陀羅尼；命終時，可得「千佛授手」，「往兜率天上，彌勒菩薩所」。普賢菩薩於《法華經》最末品出現為「守護主」，象徵著學習法門應效法普賢。

## 經典
- 《佛說觀普賢菩薩行法經》
- 《普賢菩薩行願讚》
- 《大方廣佛華嚴經》，即八十卷《華嚴經》。
- 《大方廣佛華嚴經．入不思議解脫境界普賢行願品》，即四十卷《華嚴經》，為《八十華嚴》中〈入法界品〉的異譯本[19]，其最後一卷又稱《普賢行願品》。
- 《妙法蓮華經》：普賢菩薩勸發品
- 《大佛頂如來密因修證了義諸菩薩萬行首楞嚴經》

## 漢傳佛教

### 中國
在中國，四川峨嵋山被認為是普賢菩薩的道場，為中國佛教四大名山之一。

### 日本
日本天台宗非常重視法華三昧懺法；以普賢延命菩薩為本尊，為除障延命所修的「普賢延命法」，同時與「安鎮法」、「熾盛光法」、「七佛藥師法」並稱台密特重的「四箇大法」。

## 图库

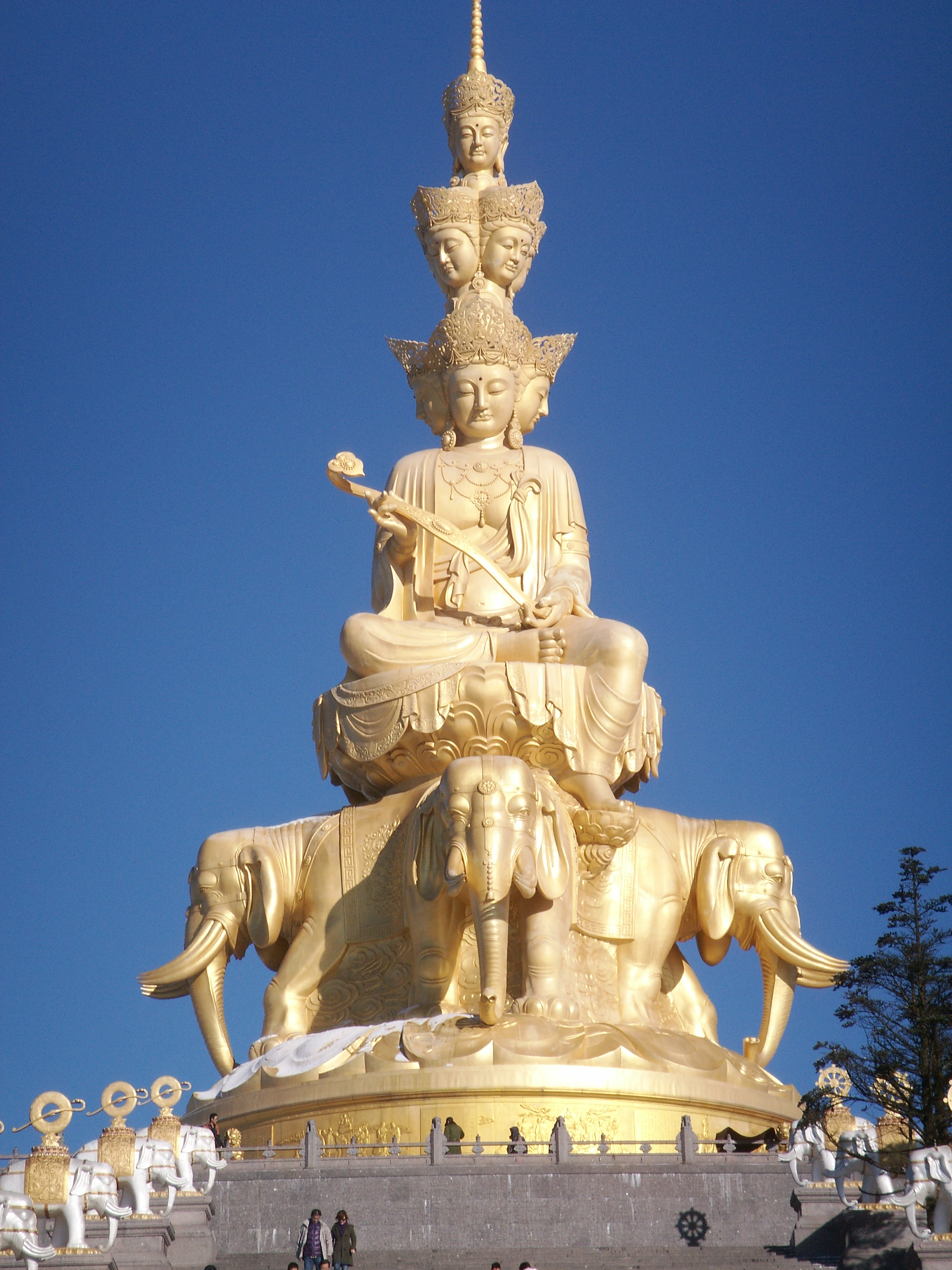
峨眉山金顶十方普贤像
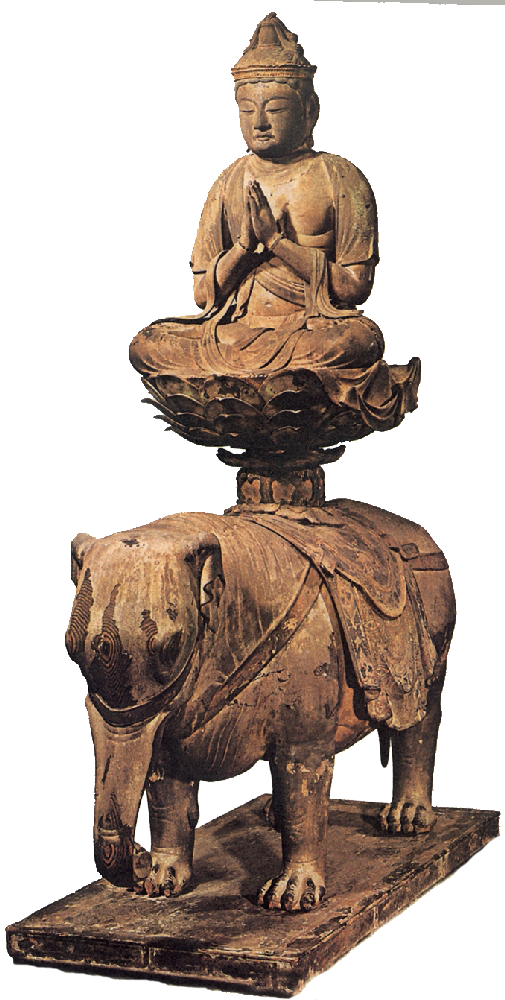
普賢菩薩跏趺坐於六牙白象之上
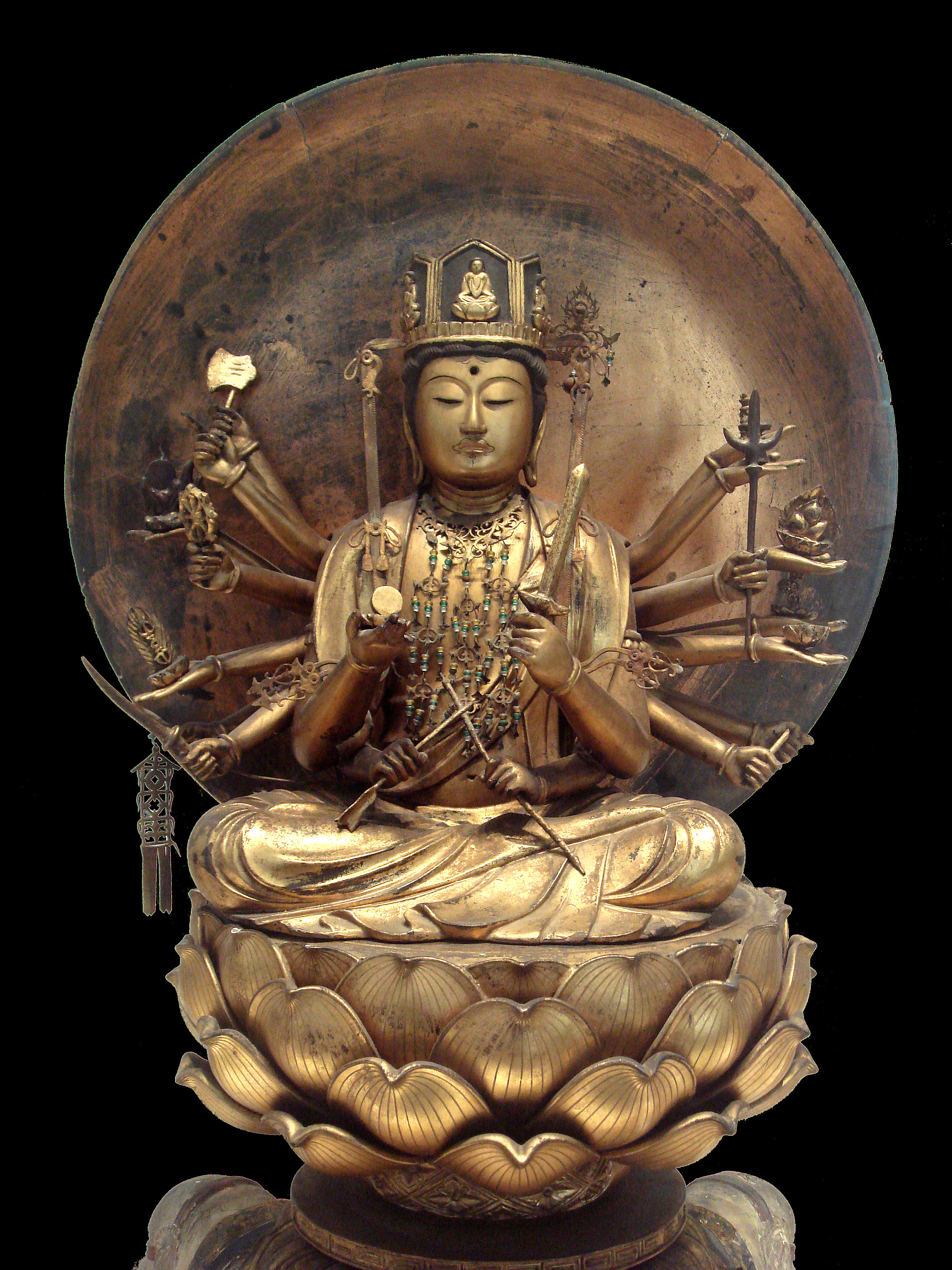
延命普賢菩薩像，現藏於巴黎吉美博物館。
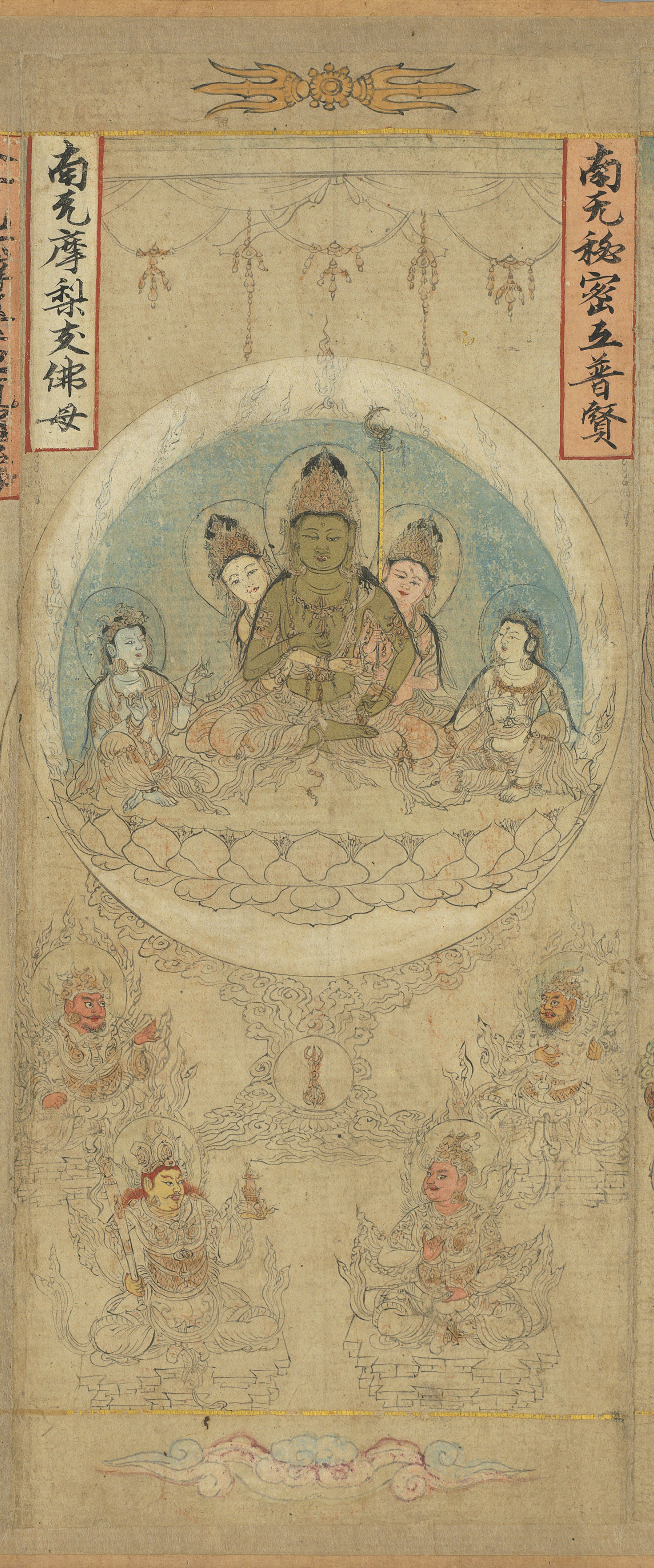
梵像卷·秘密五普賢，現藏於國立故宮博物院